# Иггульден, Конн
Конн Иггульден (род. 24 февраля 1971) — британский писатель, автор серий исторических романов о Юлии Цезаре, Войне роз и Чингисхане, а также произведений для детей.

## Биография

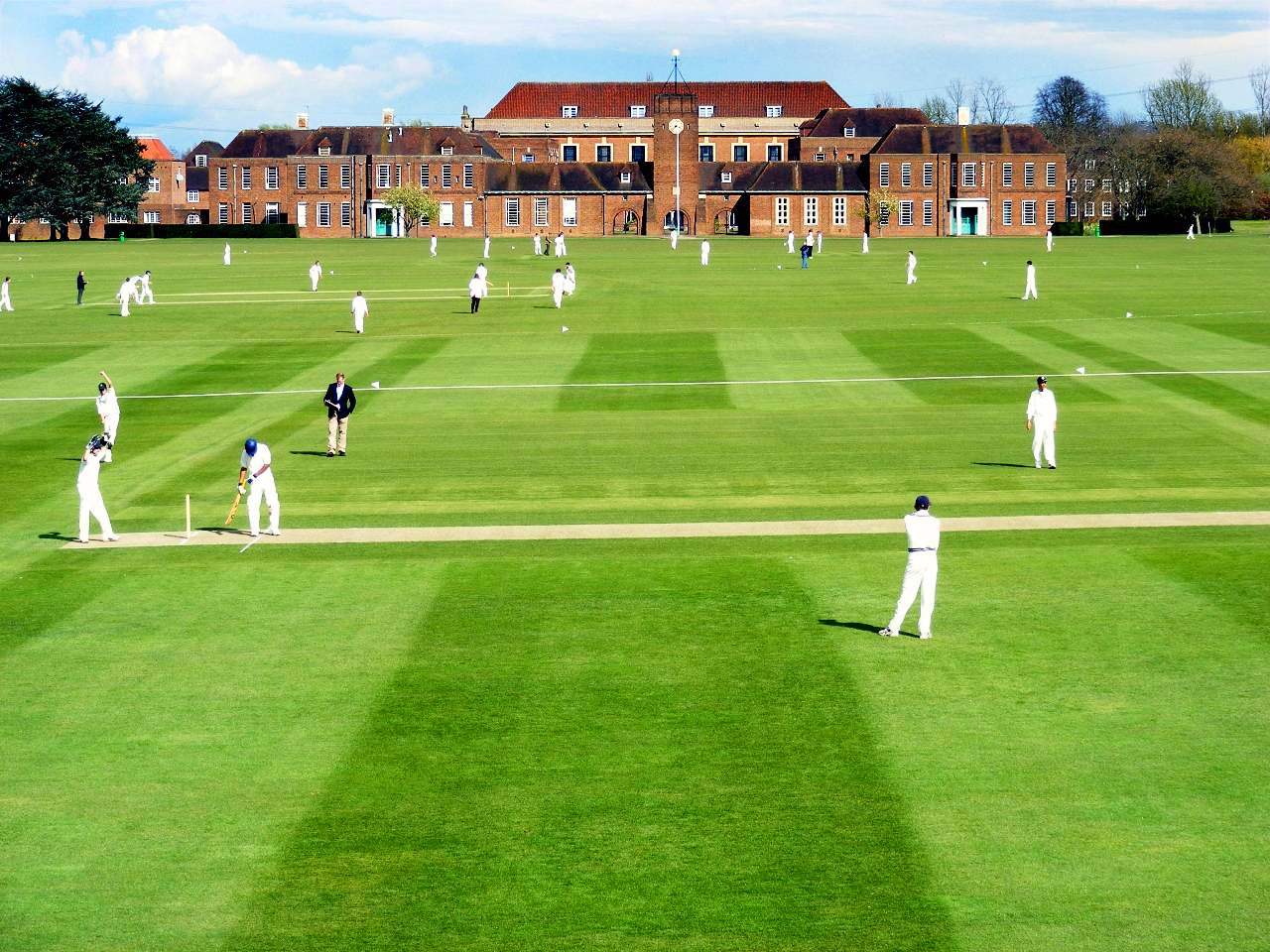
Школа «Мерчант Тейлорс», где учился Кон Иггульден.

Конн Иггульден родился в Англии, его отец — англичанин, а мать — ирландка. Семья жила в городке Нортвуд, входящем в состав лондонского боро Хиллингдон (фактически — отдалённый пригород Лондона). Иггульден учился в родном Нортвуде, сперва в школе Святого Мартина, затем в престижной частной Школе «Мерчант Тейлорс», основанной в 1561 году. Затем Иггульден изучал английский в Лондонском университете, а позже семь лет преподавал этот предмет в школе Хейден. После этого он вышел в отставку и сосредоточился на литературной работе.
Конн Иггульден женат, у него четверо детей, он проживает в Хартфордшире, Англия. 
В августе 2014 года The Guardian опубликовала письмо за подписью 200 публичных фигур, направленное против идеи о независимости Шотландии. Конн Иггульден был одним из тех, кто его подписал.

## Исторические романы
Первым историческим романом Конна Иггульдена стал роман о детстве Юлия Цезаря «Врата Рима», который затем получил четыре продолжения и стал пятитомной серией «Император», описывающей всю жизнь выдающегося государственного деятеля и полководца. От серии романов Колин Маккалоу, посвящённых той же эпохе, работа Иггульдена отличается меньшим количеством дополнительных деталей и вспомогательных сюжетных линий, большим вниманием к личности самого Цезаря, большей яркостью и живостью языка. Права на экранизацию серии романов были проданы одной из кинокомпаний, однако на данный момент (2020) романы экранизированы не были.
Следующей работой Конна Иггульдена стала серия «Завоеватель», повествующая о жизни Чингисхана и Хубилай-хана, и также состоящая из пяти книг.
В 2013—2016 годах Иггульден выпустил серию из четырёх романов, посвящённых событиям Войны алой и белой розы. 
В 2017 году был опубликован историко-фантастический роман, посвящённый Дунстану, раннеанглийскому религиозному деятелю и советнику сакских королей.

## Детская литература
Вместе со своим братом Хэлом Иггульденом, Конн Иггульден написал «Опасную книгу для мальчиков», которая вышла в 2006 году и содержала более 200 советов, например таких, как вязать морские узлы, самому варить мыло и выращивать кристаллы сульфата калия. Параллельно, книга описывала известные сражения, знакомя своих читателей с военной историей. Книга получила премию «British Book Awards» в номинации «научно-популярная книга». Поскольку один из романов Иггульдена о Чингисхане, «Волк равнин», выиграл эту же премию в номинации «Художественная книга», Иггульден стал первым писателем, одержавшим победу в обеих номинациях.
Тираж «Опасной книги для мальчиков», во многом благодаря талантливого проведённой рекламной кампании, превысил полмиллиона экземпляров, в результате чего по продаваемости она заняла второе место после «Гарри Поттерра и даров смерти».
В сентябре 2009 года Иггульден опубликовал детскую книгу «Tollins: Explosive Tales for Children». Эта книга позднее получила продолжение.

## Другие работы
В 2006 году Иггульден опубликовал роман «Блэкуотер» в жанре триллера, а позже — роман о невостребованном киллере «Quantum of Tweed — The Man with the Nissan Micra».
В 2017 году Конн Иггулден выпустил первую книгу в серии фантастических романов: «Darien: Empire of Salt». Эта серия публикуется под псевдонимом Ф. М. Иггульден, чтобы избежать путаницы с историческими романами.

## Творчество Конна Иггульдена в России[4]
На русском языке доступны следующие издания книг Конна Иггульдена:

### «Опасная книга для мальчиков»
- Энциклопедия для мальчиков; пер. с англ.: М. И. Антипина, О. С. Рогозиной. — М.: АСТ, 2013. — 303 с. — ISBN 978-5-17-077535-4. Второе издание — М.: ООО «АСТ», 2015. — ISBN 978-5-17-087947-2.

### Серия «Император»[5]
- Император. Врата Рима. [пер. с англ. Е. Мартинкевич]. — М.: Эксмо, 2006. — 416 с. — ISBN 5-699-14798-5.
- Император. Гибель царей. [пер. с англ. А. Коноплёва]. — М.: Эксмо, 2006. — 592 с. — ISBN 5-699-16489-8.
- Император. Поле мечей. [пер. с англ. А. Коноплёва]. — М.: Эксмо, 2006. — 624 с. — ISBN 5-699-17650-0.
- Император. Боги войны [пер. с англ. Е. Савосиной]. — М.: Эксмо; СПб.: Домино, 2008. — 464 с. — ISBN 978-5-699-26826-9.
- Император. Кровь Богов М.: Эксмо, 2014. — 430 с.

### Серия «Завоеватель»[6]
- Чингисхан. Волк равнин [пер. с англ. Н. Некрасовой]. — М.: Эксмо; СПб.: Домино, 2010. — 473 с. — ISBN 978-5-699-41986-9.
- Чингисхан. Повелители стрел [пер. с англ. И. Метлицкой]. — М.: Эксмо; СПб.: Домино, 2010. — 472 с. — ISBN 978-5-699-43970-6.
- Чингисхан. Кости холмов. [пер. с англ. С. Шабашова]. — М.: Эксмо; СПб.: Домино, 2011. — ISBN 978-5-699-52820-2.
- Чингисхан. Империя серебра [пер. с англ. А. Шабрина]. — М.: Эксмо, 2014. — 476 с. — ISBN 978-5-690-72382-9.
- Чингисхан. Завоеватель. [пер. с англ. Ж. Терёхина] — М.: Эксмо, 2014. — 480 с. — ISBN 978-5-699-77420-3.

### Серия «Война Роз»
- Война роз. Буревестник. [пер. с англ. Г. Сахацкого]. — М.: Эксмо, 2014. — ISBN 978-5-699-74170-0.
- Война роз. Троица [пер. с англ. А. Шабрина]. — М.: Эксмо, 2015. — 444 с. — ISBN 978-5-699-82038-2.
- Война роз. Право крови [пер. с англ. А. Шабрина]. — М.: Эксмо, 2017. — 476 с. — ISBN 978-5-699-95134-5.
- Война роз. Воронья шпора. — М.: Эксмо, 2017. — 480 с. — ISBN 978-5-699-97114-5.